# سندرم اورشلیم
سندرُم اورشلیم، یک شوک فرهنگی ناشی از دیدار از زیارتگاه‌ها و بناهای مهم مذهبی اورشلیم است. این سندروم، ممکن است باعث ایجاد عقاید وسواسی با مضامین دینی، توهم «دریافت ماموریت از سوی خدا» و یا سایر تجربیات مشتق از روان‌پریشی، از جمله هذیان‌گویی بشود که گریبان برخی از بازدید کنندگان از شهر اورشلیم را بگیرد.
نام «سندروم اورشلیم» را نخستین‌بار دکتر یائیر بارئل در نیمهٔ اول دهه ۱۹۸۰ میلادی بر شوک روانی ناشی از جادوی زیارتگاه‌های اورشلیم گذاشت.